# Thomas Gravesen
Thomas Gravesen (11. března 1976, Vejle, Dánsko) je bývalý dánský profesionální fotbalista, který hrál na pozici defenzivního záložníka. Hrál za dánskou reprezentaci, se kterou se zúčastnil mistrovství Evropy v roce 2000 a 2004. Zahrál si rovněž na mistrovství světa v roce 2002.
V lednu 2009 ukončil fotbalovou kariéru.

## Klubová kariéra

### Everton
V roce 2000 zamířil z Hamburku do Evertonu za částku 2,5 milionu eur.
V první sezoně nasbíral 32 ligových startů, ve kterých dal 2 branky. V derby proti městskému rivalovi Liverpoolu FC, byl po faulu vyloučen, následou penaltu proměnil Patrik Berger, který zvýšil vedení „LFC“ na konečných 3:1.
Ve své druhé sezóně za Everton úspěšně bojoval o místo v základní sestavě. Podruhé se Gravesen trefil 20. října 2001 proti Aston Ville zvyšujíc na 3:0, soupeř se sice dvěma góly vrátil do zápasu, Everton ale nakonec přesto vyhrál.
Doma proti Southhamptonu nastoupil v základu, ale v prvním poločase byl výsledek 0:0. Trenér Walter Smith zareagoval dvojím střídáním, které se vyplatilo. První příchozí Paul Gascoigne ve druhém poločase „uvolnil ruce“ Gravesenovi, který se dostal do dvou slibných šancí.
Gravesen byl u druhé gólové akce mužstva, kdy se trefil další náhradník Mark Pembridge, který po brance Radzinskiho zvýšil na konečných 2:0.
Během venkovního zápasu 22. prosince v Sunderlandu byl střídán už během první půle, neboť dostal žlutou kartu a další napomenutí od rozhodčího.
O čtyři dny později, během Boxing Day, nastoupil do ligového zápasu proti Manchesteru United, ale po osmi minutách si přivodil zranění kotníku.
V tomto období v dánském tisku znovu kritizoval svůj klub za nedostatek ambicí a i kvůli tomu se nepohodl s trenérem Evertonu Smithem.
Ze zranění se zotavil až na konci února. V závěru sezony byl v základní sestavě a přes neshody a údajný podzimní zájem Manchesteru United
zůstal v klubu.
Během zimního přestupového období sezony 2004/05 zbývalo Gravesenovy půl roku do konce smlouvy v Evertonu. Nový trenér David Moyes se snažil smlouvu prodloužit, Gravesen však neměl zájem, a tak jej anglický klub prodal do Španělska, do Realu Madrid za 3 miliony eur.
Zájem o jeho služby údajně projevilo několik klubů z Anglie i Itálie.

### Real Madrid

#### 2004/05
Trenér Vanderlei Luxemburgo jej zpočátku posílal na hřiště při střídání, ale později pro něj našel využití v základní sestavě na postu defenzivního štítu. Gravesen měl defenzivní úkoly ve hvězdné sestavě čítající útočníky Ronalda, Raúla, křídelníka Figa či záložníky Zidane a Beckhama. Ve svém v pořadí čtvrtém zápasu v Primera Division na začátku února vstřelil svou první branku za Bílý balet. V 58. minutě střídal Zidana a v 83. po přihrávce Gutiho přesně vystřelil na bránu bezmocného brankáře Kameniho.
Real vyhrál nad Espanyolem Barcelona 4:0 a zaznamenal tak šestou výhru za sebou.
Nakonec v lize odehrál celkově 17 zápasů a obdržel osm žlutých karet. Real skončil druhý za Barcelonou.

#### 2005/06
Ačkoli sezónu začal v základní jedenáctce, brzo z ní v konkurenci hvězdných hráčů vypadl. V říjnu přišel na hřiště do domácího utkání proti Valencii za stavu 1:2 pro soupeře. Po zhruba pěti minutách byl ale v 82. minutě po faulu vyloučen, za nesportovní chování uviděl červenou kartu později také Beckham.
Do konce podzimu pak odehrál pouhé 4 minuty v zápase s Getafe.
Neuspokojivé výsledky vedly k odvolání trenéra Luxemburga, na jehož místo do konce sezony dorazil Juan Ramón López Caro. Pod ním Gravesen plnil spíše roli střídajícího a celkem v lize odehrál pouze 17 utkání. Real Madrid skončil opět druhý za Barcelonou a nový kouč Fabio Capello už s Gravesenem nepočítal.
Během srpna 2006 se na tréninku dostal do potyčky se spoluhráčem Robinhem, o několik týdnů později byl koupen skotským Celticem.

### Celtic a opět Everton
V první sezoně za Celtic vyhrál skotskou ligu. Posléze byl poslán na hostování do Evertonu, které ovšem nebylo příliš úspěšné. Poslední utkání za Everton odehrál 11. května proti Newcastle United, byla z toho výhra 3:1. Poté co jej v létě 2008 propustil Celtic, byl půlrok bez angažmá. Zjara dalšího roku ukončil kariéru.

## Reprezentační kariéra

### EURO 2000
Ačkoliv si zahrál pouze v úvodních kvalifikačních zápasech, byl trenérem Bo Johanssonem nominován na EURO 2000.
Dánsko bylo nalosováno do skupiny „D“, která se stala tzv. „skupinou smrti“. Dánsko čekala Francie, vítěz posledního mistrovství světa 1998, Nizozemsko s hráči jako Bergkamp, Seedorf a Stam a nakonec také Česká reprezentace, překvapivý finalista posledního EURA 1996. V úvodním zápase s Francií Gravesen zasáhl jen jako střídající na posledních 20 minut, nedokázal ale odvrátit prohru 0:3.
Aby Dánsko mohlo postoupit do osmifinále, nesmělo prohrát proti Nizozemsku, ale ani remíza nemusela být dostačující. Gravesen tentokrát nastoupil v základní sestavě namísto záložníka Tøftinga a mohl to být on, kdo mohl být autorem prvního dánského gólu. Jeho střelu v prvním bezgólovém poločase ale zastavilo břevno van der Sarovy branky.
Mezi 57. a 77. minutou ale Nizozemci vstřelili 3 góly a Dánsko tak eliminovali z turnaje. Gravesen už během třetího gólu Zendena seděl mezi náhradníky, na jeho místo dorazil Brian Steen Nielsen.
Do zápasu proti Česku nezasáhl, přednost dostal znovu Tøfting. Dánsko po prohře 0:2 skončilo se třemi prohrami a bez bodu poslední.

### MS 2002
Gravesen byl nápomocen národnímu týmu v tažení za světovým šampionátem v roce 2002. V říjnu 2001 se hned dvěma góly podílel na kvalifikačním vítězství 6:0 nad Islandem, dvougólovým byl též spoluhráč a forvard Ebbe Sand.
Dánsko si tak přímo zajistilo účast na závěrečném šampionátu konaném v Japonsku a Jižní Koreji.
Trenér Morten Olsen do úvodního zápasu mistrovství světa s Uruguayí postavil záložní dvojici ve složení Gravesen-Tøfting. Oba odehráli celý zápas, ve kterém Dánsko porazilo Jihoameričany 2:1.
Gravesen byl v základu i proti Senegalu, který skončil remízou 1:1. Byl střídán v 62. minutě za Christiana Poulsena.
Ve třetím zápase proti Francii odehrál opět celý zápas a byl tedy u výhry 2:0, která Dánsko posunula z prvního místa ve skupině do vyřazovacích bojů.
Osmifinále ale přineslo zklamání, Dánsko v prvním poločase prohrávalo s Anglií o tři branky a výsledkem 0:3 zápas nakonec i skončil. Dánsko tak do čtvrtfinále nepostoupilo.

## Osobní život
Po konci kariéry se začal věnovat hraní pokeru, a to v americkém Las Vegas. Jeho přítelkyní je česká rodačka Kamila Persse. (k listopadu 2019)